# جنگل‌های سوزنی‌برگ–سخت‌برگ–پهن‌برگ مدیترانه شرقی
جنگل‌های سوزنی‌برگ–سخت‌برگ–پهن‌برگ مدیترانه شرقی که به نام جنگل‌های سوزنی‌برگ–پهن‌برگ مدیترانه شرقی نیز شناخته می‌شود، یک بوم‌ناحیه در شرق حوضه مدیترانه است. این بوم‌ناحیه بخش‌هایی از ترکیه، سوریه، عراق، لبنان، اسرائیل، سرزمین‌های فلسطینی، اردن و عربستان سعودی را می‌پوشاند.
این بوم‌ناحیه دارای اقلیم مدیترانه‌ای است و بخشی از زیست‌بوم جنگل‌ها، درختزارها و بوته‌زارهای مدیترانه‌ای به‌شمار می‌رود.